# Marlierea cuprea
Marlierea cuprea är en myrtenväxtart som beskrevs av Gerda Jane Hillegonda Amshoff. Marlierea cuprea ingår i släktet Marlierea och familjen myrtenväxter. Inga underarter finns listade i Catalogue of Life.